# Płamiennyj
Płamiennyj ros. Пламенный – radziecki niszczyciel projektu 56, zmodyfikowany według projektu 56PŁO. W służbie od 31 sierpnia 1957 do 24 czerwca 1991 roku, aktywny głównie na Morzu Śródziemnym.

## Budowa i opis techniczny

### Budowa i stan pierwotny
„Płamiennyj” został zbudowany (pod numerem 1208) w Stoczni im. 61 Komunardów w Mikołajowie, stępkę położono 3 września 1955 roku. Okręt został zwodowany 26 października 1956 roku, służbę rozpoczął 31 sierpnia 1957 roku. 
Niszczyciel charakteryzował się całkowitą długością 126 metrów (117,9 m na linii wodnej), szerokość wynosiła 12,76 metra, zaś zanurzenie maksymalnie 4,2 metra. Wyporność jednostki to: 2667 ton (standardowa), 2949 ton (normalna) i 3249 ton (pełna).
Napęd stanowiły 2 turbiny parowe TW-8 o mocy 72 000 KM oraz 4 kotły parowe wodnorurkowe KW-76. Jednostka rozwijała prędkość maksymalną 38 węzłów. Przy 14 węzłach mogła ona pokonać 3850 mil morskich.
Uzbrojenie artyleryjskie okrętu składało się z 2 podwójnych dział SM-2-1 kalibru 130 mm L/58 i 4 poczwórnie sprzężonych działek przeciwlotniczych SM-20 ZIF kalibru 45 mm L/76. Niszczyciel dysponował 6 miotaczami bomb głębinowych Burun. Uzbrojenie torpedowe stanowiły 2 pięciorurowe wyrzutnie kalibru 533 mm. Okręt mógł zabierać na pokład również miny morskie.
Załogę okrętu stanowiło 284 ludzi, w tym 19 oficerów.

### Modyfikacje
Okręt zmodernizowano zgodnie z projektem 56PŁO – prace prowadzano od 18 stycznia 1961 do 4 czerwca 1962 roku w stoczni Siewmorzawod Nr 201 w Sewastopolu.
Zmiany wprowadzono głównie w uzbrojeniu okrętu. Dziobową wyrzutnię torpedową przystosowano do walki z okrętami podwodnymi, rufową wyrzutnię zdemontowano. 
Zamiast miotaczy bomb głębinowych Burun zamontowano 4 rakietowe miotacze RBU-2500. 
W trakcie remontu, już po głównej modernizacji, jako broń przeciwko rakietom lecącym na niskim pułapie, na okręcie zamontowano 2 lub 4 podwójne automatyczne działka 2M-3M kalibru 25 mm. 
Opisane zmiany zwiększyły wyporność okrętu o ok. 450 ton oraz obniżyły maksymalną prędkość jednostki do około 34 węzłów. Zmniejszyła się również liczba załogantów.

## Służba
„Płamiennyj” rozpoczął służbę w składzie Floty Czarnomorskiej. W lipcu 1974 roku brał udział w spowodowanej konfliktem cypryjsko-tureckim ewakuacji współobywateli i greckich komunistów z Limassol. Podczas wizyt zagranicznych odwiedził Rumunię, Etiopię i Egipt. 
Skreślony z listy okrętów 24 czerwca 1991 roku, zezłomowany w 1992 roku w Inkermanie. 
Okręt nosił kolejno numery burtowe: 222, 213, 514, 363, 954, 383, 382, 522, 538, 361 i 359.